# Project management body of knowledge
Project Management Body of Knowledge (PMBoK) är en uppsättning standarder och lösningar för projektledning som publiceras av organisationen Project Management Institute. I USA är PMBoK godtagen av American National Standards Institute som nationella standarder för projektledning.